# Кустовица
Кустовица (бел. Куставіца) — деревня в Гадиловичском сельсовете Рогачёвского района Гомельской области Беларуси.
На востоке граничит с лесом.

## География

### Расположение
В 22 км на юго-восток от районного центра и железнодорожной станции Рогачёв (на линии Могилёв — Жлобин), 120 км от Гомеля.

### Гидрография
На западе мелиоративный канал.

## Транспортная сеть
Транспортные связи по просёлочной, затем автомобильной дороге Рогачёв — Довск. Планировка состоит из 3 коротких прямолинейных, параллельных между собой меридиональных улиц, соединённых переулками. Застройка деревянная, усадебного типа.

## История
Согласно письменным источникам известна с начала XX века. В 1930 году организован колхоз. Во время Великой Отечественной войны 44 жителя погибли на фронте. Согласно переписи 1959 года в составе колхоза «Советская Беларусь» (центр — деревня Гадиловичи).

## Население

### Численность
- 2004 год — 16 хозяйств, 25 жителей.

### Динамика
- 1959 год — 219 жителей (согласно переписи).
- 2004 год — 16 хозяйств, 25 жителей.